# Завоя (гміна)
Гміна Завоя (пол. Gmina Zawoja) — сільська гміна у південній Польщі. Належить до Суського повіту Малопольського воєводства.
Станом на 31 грудня 2011 у гміні проживало 9116 осіб.

## Площа
Згідно з даними за 2007 рік площа гміни становила 128.80 км², у тому числі:
- орні землі: 32.00%
- ліси: 66.00%

Таким чином, площа гміни становить 18.78% площі повіту.

## Населення
Станом на 31 грудня 2011:
| Опис     | Загалом | Загалом | Чоловіки | Чоловіки | Жінки | Жінки |
| -------- | ------- | ------- | -------- | -------- | ----- | ----- |
| одиниця  | осіб    | %       | осіб     | %        | осіб  | %     |
| все      | 9116    | 100     | 4628     | 50.77    | 4488  | 49.23 |
| міське   | 0       | 100     | 0        |          | 0     |       |
| сільське | 9116    | 100     | 4628     | 50.77    | 4488  | 49.23 |

## Сусідні гміни
Гміна Завоя межує з такими гмінами: Бистра-Сідзіна, Кошарава, Ліпниця-Велька, Макув-Подгалянський, Стришава.